# Manpower 4
Manpower 4 war ein Gesangsquartett aus Estland und Teilnehmer beim Eurovision Song Contest 2010 in Oslo.

## Werdegang
Sie unterstützten das Duo Malcolm Lincoln bei dem Song Siren mit ihrem sphärischen Hintergrundgesang. Sie erreichten den 14. Platz im Halbfinale und schieden so vorzeitig aus. 
Die Mitglieder der Gruppe waren Jaanus Saago, Andrei Ozdoba, Mick Pedaja und Kristjan Knight.
Mick Pedaja nahm am Eesti Laul 2016 mit dem Lied Seis teil und wurde mit 15 von 24 Punkten im Finale Vierter, nachdem er im ersten Halbfinale Platz zwei erreicht hatte.